# Harry Arthur Saintsbury
Harry Arthur Saintsbury, souvent abrégé H. A. Saintsbury (18 décembre 1869 - 19 juin 1939) est un dramaturge et acteur de théâtre anglais. Il est notamment connu pour avoir interprété Sherlock Holmes sur scène à partir de 1903 lors de représentations de la pièce éponyme en compagnie du jeune Charlie Chaplin (alors âgé de 13 ans) dans le rôle du groom de Sherlock Holmes. Saintsbury a aussi interprété le détective au cinéma en 1916 dans le film La Vallée de la peur. Il s'agit de son unique rôle au cinéma.
H. A. Saintsbury a publié plusieurs œuvres en utilisant le pseudonyme Jay Nibb.